# Finca y jardines Grand Tradition
La Finca y jardines Grand Tradition (en inglés, Grand Tradition Estate and Gardens), es un jardín botánico de propiedad privada en Fallbrook, California, EE. UU.

## Localización
Se ubica a unas 50 millas de San Diego.
Grand Tradition Estate and Gardens 220 Grand Tradition Way, Fallbrook, San Diego County, California 92028 United States of America-Estados Unidos de América.
Planos y vistas satelitales.33°22′18″N 117°14′10″O / 33.37167, -117.23611
El jardín se encuentra abierto al público diariamente. Se cobra el aparcamiento del vehículo.

## Historia
La familia McDougal es una familia de mucho tiempo arraigada en San Diego y en Fallbrook en particular. En 1984, su amor por esta comunidad única induce a Earl McDougal a crear un lugar de reunión de la comunidad inspirado en los jardines de la época victoriana, para dar opción a las parejas a un lugar fuera de la normalidad para ceremonias y recepciones. Esta finca llegó a ser conocida como el "Grand Tradition Estate".
Con los años, los McDougals han ampliado los jardines para crear más jardines temáticos y rincones donde posar para las bodas. En 2005, comenzó la construcción de Arbor Terrace, ahora un maduro y verde jardín tropical y en 2011, "Compass Garden" fue desarrollado como un oasis mediterráneo.
En el 2012, la familia McDougal decidió abrir la finca para los amantes de la naturaleza, ofreciendo estos impresionantes jardines públicos como un respiro de la vida urbana. Planes de expansión adicionales figuran en los planes del jardín, sala de estar al aire libre y jardines temáticos como el Jardín del Suroeste y viñedos toscanos.

## Colecciones
El jardín alberga nunerosas plantas nativas de California y de otros climas mediterráneos del mundo.